# 齋藤樹愛羅
齋藤 樹愛羅（さいとう きあら、2004年11月26日 - ）は、日本のアイドルであり、女性声優アイドルグループ・=LOVEのメンバーである。栃木県宇都宮市出身。代々木アニメーション学院所属。愛称はきあたん、きゃーたん。

## 略歴

### アモレカリーナ時代
2014年6月21日発売のJSガール 2014年8月号 vol.21にてPaniCrew・YOHEYがプロデュースするアイドルユニット「amorecarina（アモレカリーナ→のちアモレカリーナ東京）」のメンバーとして発表された。
2016年11月1日、オフィシャルブログにて同月5日をもって松本ももなと共にアモレカリーナ東京を卒業することが発表された。同年11月5日、アモレカリーナ東京を卒業。

### =LOVE時代（2017年〜）
2017年4月29日、オーディションの最終審査が行われ、13名が合格（後に1名辞退）。同時に、グループ名が「=LOVE（イコールラブ）」になることが発表。同年8月5日、「TOKYO IDOL FESTIVAL2017」で初ライブ。
2018年4月23日、5月16日発売の3rdシングル「手遅れcaution」のカップリング曲として、初のセンター曲「樹愛羅、助けに来たぞ」が収録されることが発表された。
2020年7月29日、スマートフォンアプリ「モンスターコレクト〜時空を旅する冒険記〜」のアンバサダーに野口衣織と共に就任。
2020年10月26日、Twitterアカウントが本人の設定誤操作で凍結される。
2020年11月3日、Twitterアカウントの凍結が解除される。この件について後のインタビューで、「お誕生日にプロフィールに風船がパーッと出るようにしたくて、生年月日を入力したら即ロックされました(笑)。ツイッターって今はアカウントを作れるのが13歳以上なんですよ。アカウントを作ったのは12歳のときだったから、誕生日を入れ直したら消えてしまいました(笑)」と語っている。
2023年2月21日、翌22日発売の13thシングル「この空がトリガー」に収録される初のソロ楽曲「Kiara Tiara」のMVが公開された。また、同日より個人Instagramを開設した。
2023年10月18日、さいたまスーパーアリーナで開催された「=LOVE 6th ANNIVERSARY PREMIUM CONCERT」にて、同年11月29日発売の15thシングル「ラストノートしか知らない」を初披露、初めて表題曲のセンターに抜擢された。
2023年12月25日、個人TikTokを開設した。
2024年4月17日、栃木県から県の魅力をPRする「とちぎ未来大使」に委嘱された。

## 人物
- 妹と弟がいる[13]。
- 名前の総画数は83画[14]。
- かつてはアニメに偏見を持っていたが、ラブライブ!にハマりアニメオタクになった。南ことりが好きだったことから、演じている内田彩のことを推すようになった[15]。
- 趣味は、ゲーム、カラオケに行く、メイク動画など見て真似する[16]。
- 初めて買ってもらったゲームハードはニンテンドー2DS。ソフトは、とんがりボウシと魔法の町を初めて買ってもらった[15]。
- 特技は、立ちブリッチ、秒数を頭の中で測る、ドラえもんとまさおくんのモノマネ[16]。
- 「ぴんくえんじぇる（略・ぴんえん）」という齊藤なぎさとの非公式ユニットがある[17]。
- 母親がピンクの服をよく着ており、自分も着るようになったという[15]。2020年からはピンクではなく、モノトーンの洋服を選ぶようになった[18]。
- 高嶺のなでしこの松本ももなとAKB48の山邊歩夢はアモレカリーナ時代から共に遊ぶこともある「心友」[19]。
- 12thシングル「Be Selfish」で髪をピンクにしているが、これはIZ*ONEの宮脇咲良が「Panorama」にてピンク色の髪にしていることに影響されたもの[20]で、このほかにもコロナ禍の最中に聴いたK-POPの影響を受けていることを明かしている[21]。15thシングル「ラストノートしか知らない」のセンターに選出されたことをきっかけに、金髪姿にイメージチェンジ[22]。これは指原のアドバイスである[22]。
- 『モデルプレス読者の選ぶ2024年版「国民の妹」アーティスト部門』で4位に選出されている[23]。

## =LOVE以外の参加楽曲

### ゆらゆらシスターズ
ゆらゆらシスターズは、
TVアニメ・ゲーム『シャインポスト』内に登場する　ナターリャ（CV. 古賀葵)、広瀬実唯菜（CV.齋藤樹愛羅）による二人組ユニット。

#### 配信楽曲
- ゆらゆらワンダフルワールド（2022年、作詞・作曲：谷村庸平　編曲：RK）

- 絶対王者チョコレート（2025年、作詞・作曲・編曲：谷村庸平）

#### 未音源化
- LOOK AT ME!!（2023年、作詞：ヤマダヒロシ　作曲：藤井健太郎（HANO）　編曲：藤井健太郎（HANO）・森田友梨） - TINGS、HY:RAIN、螢、FFF、ゆらゆらシスターズの総勢16人による合同ユニット・SHINEPOST ALL YOUR IDOLs!!によるモバイルゲーム『シャインポスト Be Your アイドル！ 』のテーマ曲[24]。

## 出演

### テレビアニメ
- シャインポスト（2022年、広瀬実唯菜）[25]
- クラスの大嫌いな女子と結婚することになった。（2025年、上園桃香）

### バラエティ
- アイ=ラブ！げーみんぐ ～○○さんがオンラインになりました～（2022年10月8日 - 、テレビ朝日）- レギュラー出演[26]
  - 叫叫男子と輝輝女子（2024年12月29日）
- 超無敵クラス（2023年3月5日 - 2024年8月11日、日本テレビ）[27]
- ReC 第2ゲーム（2023年12月8日、フジテレビ）[28]
- 魅せます！とちブラ～とちぎブランド・ぶらり～（2024年2月10日・4月13日 - 、とちぎテレビ） - 2024年4月13日放送回より番組レポーター[29]
- 秘密のケンミンSHOW 極（2024年10月3日、読売テレビ）[30]

### Webアニメ
- 駅メモ! - 女学生 役（2017年）[31]

### ラジオ
- ＃C-pla presents ＝LOVE 齋藤樹愛羅・≠ME櫻井もものしーぷらじお（2025年4月6日 - 、文化放送） - ≠ME・櫻井ももと共にメインパーソナリティー[32]

### 舞台
- あにてれ×=LOVE ステージプロジェクト
  - けものフレンズ（2018年2月15日 - 18日、AiiA Theater Tokyo） - アリゾナジャガー 役[33]
  - ガールフレンド（仮）（2018年7月16日 - 22日、品川プリンスホテル クラブeX） - 朝比奈桃子 役[34]

### ゲーム
- ステーションメモリーズ!（2017年 - 2020年）- 黄陽 レイカ 役（初代）[35]
- モンスターコレクト（2020年、赤ずきん）[36]
- メテオアリーナ（2024年、キアラ）[37]
- シャインポスト Be Your アイドル!（2025年、広瀬実唯菜）

### スチール・広告
- AnkRouge Neo Casual SS collection vol.1（2021年1月8日）
- Jamie エーエヌケー 2021 SS Collection vol.3 "Noise"（2021年3月5日）
- Melteen
  - 秋冬モデル （2021年）
  - 春夏モデル（2022年）

### イベント
- RAGE 2019 Spring（2019年3月17日、幕張メッセ 2ホール） - 野口衣織と共に。
- HADO アイドルプレミアリーグ スペシャルマッチ（2022年6月30日、アクアシティお台場  HADO ARENA） - 佐々木舞香と共に。
- アイ=ラブ！げーみんぐ ～○○さんがオンラインになりました～
  - サマステ公開収録（2023年8月8日、SUMMER STATION LIVEアリーナ）
  - 公開収録 2024春（2024年3月19日、EXシアター六本木）
  - サマステ公開収録2024（2024年8月6日、SUMMER STATION LIVEアリーナ）
  - 公開収録 2025春（2025年3月18日、EXシアター六本木）
- Rakuten GirlsAward 2024 SPRING/SUMMER（2024年5月3日、国立代々木競技場 第一体育館）[38] - 大谷映美里と共に。

## 書籍

### 雑誌
- Top Yell NEO（竹書房）
  - 2018 SUMMER（2018年6月30日） - 齊藤なぎさと共に。
  - 2020～2021（2020年12月28日） - 佐々木舞香と共に。
  - 2023 SPRING（2023年3月31日）
- U18 （HUSTLE PRESS）
  - impact（2019年3月27日号）
  - kind（2020年1月22日号）
- Pick-up Voice 7月号 vol.136（2019年5月25日、EMTG株式会社）
- 声優パラダイスR（秋田書店）
  - vol.31 （2019年7月26日） - 齊藤なぎさと共に。
  - vol.34（2020年1月31日） - 齊藤なぎさと共に。
  - vol.38（2020年9月30日） - 大谷映美里、齊藤なぎさ、佐々木舞香、野口衣織、諸橋沙夏と共に。
  - vol.42（2021年5月31日） - 大場花菜、音嶋莉沙、佐々木舞香、野口衣織と共に。
- 別冊カドカワScene02 （2019年10月29日、KADOKAWA） - 齊藤なぎさと共に。
- =PRESS （HUSTLE PRESS）
  - 2019 DECEMBER （2019年12月号）
  - 2021 JANUARY （2021年1月号）
- BOMB 2022年1月号増刊 （2021年12月9日、ワン・パブリッシング） -大谷映美里、音嶋莉沙、佐々木舞香、髙松瞳と共に。
- アップトゥーボーイ vol.310（2021年12月23日、ワニブックス） -大場花菜、佐々木舞香と共に。
- BIG ONE GIRLS 2022年5月号（2022年3月31日、近代映画社） - 髙松瞳、瀧脇笙古と共に。
- S Cawaii!（主婦の友社インフォス）
  - 2023年2月号（2022年12月16日） - 音嶋莉沙、髙松瞳、諸橋沙夏と共に。
  - 特別編集 IDOL BEAUTY＆FASHION 2023（2023年1月27日） - 音嶋莉沙、髙松瞳、諸橋沙夏と共に。
- B.L.T.graduation2023高校卒業（2023年3月15日、東京ニュース通信社）
- 20±SWEET[トゥエンティ・スウィート] 2025 JANUARY（2025年1月10日、東京ニュース通信社）